# Milęcice
Milęcice – wieś w Polsce położona w województwie dolnośląskim, w powiecie lwóweckim, w gminie Lubomierz.

## Położenie
Milęcice to niewielka wieś łańcuchowa o długości około 2,3 km, leżąca na Pogórzu Izerskim, w Obniżeniu Lubomierskim, na wysokości około 340–360 m n.p.m.

## Podział administracyjny
W latach 1945–1954 siedziba gminy Milęcice. W latach 1954–1959 wieś należała i była siedzibą władz gromady Milęcice, po jej zniesieniu w gromadzie Lubomierz. Według podziału administracyjnego Polski obowiązującego w latach 1975–1998 miejscowość należała do województwa jeleniogórskiego.

## Historia
Milęcice są starą wsią, pierwsza wzmianka o niej pochodzi z 1307 roku. Od samego początku aż do 1810 roku miejscowość należała do klasztoru benedyktynek w Lubomierzu. Wieś znacznie ucierpiała w czasie wojen husyckich i wojny trzydziestoletniej. W 1786 roku w Milęcicach mieszkało 12 kmieci, 27 zagrodników i 89 chałupników, był tu też młyn wodny. W 1825 roku wieś liczyła 133 domy, była tu też szkoła katolicka z nauczycielem i 2 młyny wodne. W 1840 roku w Milęcicach było 148 domów, szkoła katolicka z nauczycielem, wapiennik i 2 młyny wodne.
W 1885 roku przez miejscowość przeprowadzono linię kolejową z Gryfowa Śląskiego do Lwówka Śląskiego.
W czasie II wojny światowej, na przełomie stycznia i lutego 1945 roku, założono tu Arbeitslager Geppersdorf, filię obozu koncentracyjnego Groß-Rosen, gdy dotarł tutaj marsz śmierci z KL Auschwitz. Marsz 3000 więźniów, w większości Żydów, wyruszył 18 stycznia 1945 przez Gliwice, Racibórz, Prudnik, Nysę, Kłodzko, Ząbkowice, Bielawę, Wałbrzych, Jelenią Górę. Do Milęcic dotarło 280 więźniów. W obozie przebywało ok. 400 więźniów, głównie żydowskich. Część z nich zmarła wskutek warunków życia i pracy przy kopaniu polowych umocnień wojskowych. Obóz funkcjonował do 9 maja 1945.
Po 1945 roku Milęcice znacznie się wyludniły, w latach 60. XX wieku zlikwidowano linię kolejową. W 1978 roku było tu 70 gospodarstw rolnych, w 1988 roku ich liczba zmalała do 42.

## Szlaki turystyczne
Przez Milęcice przechodzi szlak turystyczny:
- z Lubomierza do Lwówka Śląskiego.

## Bibliografia

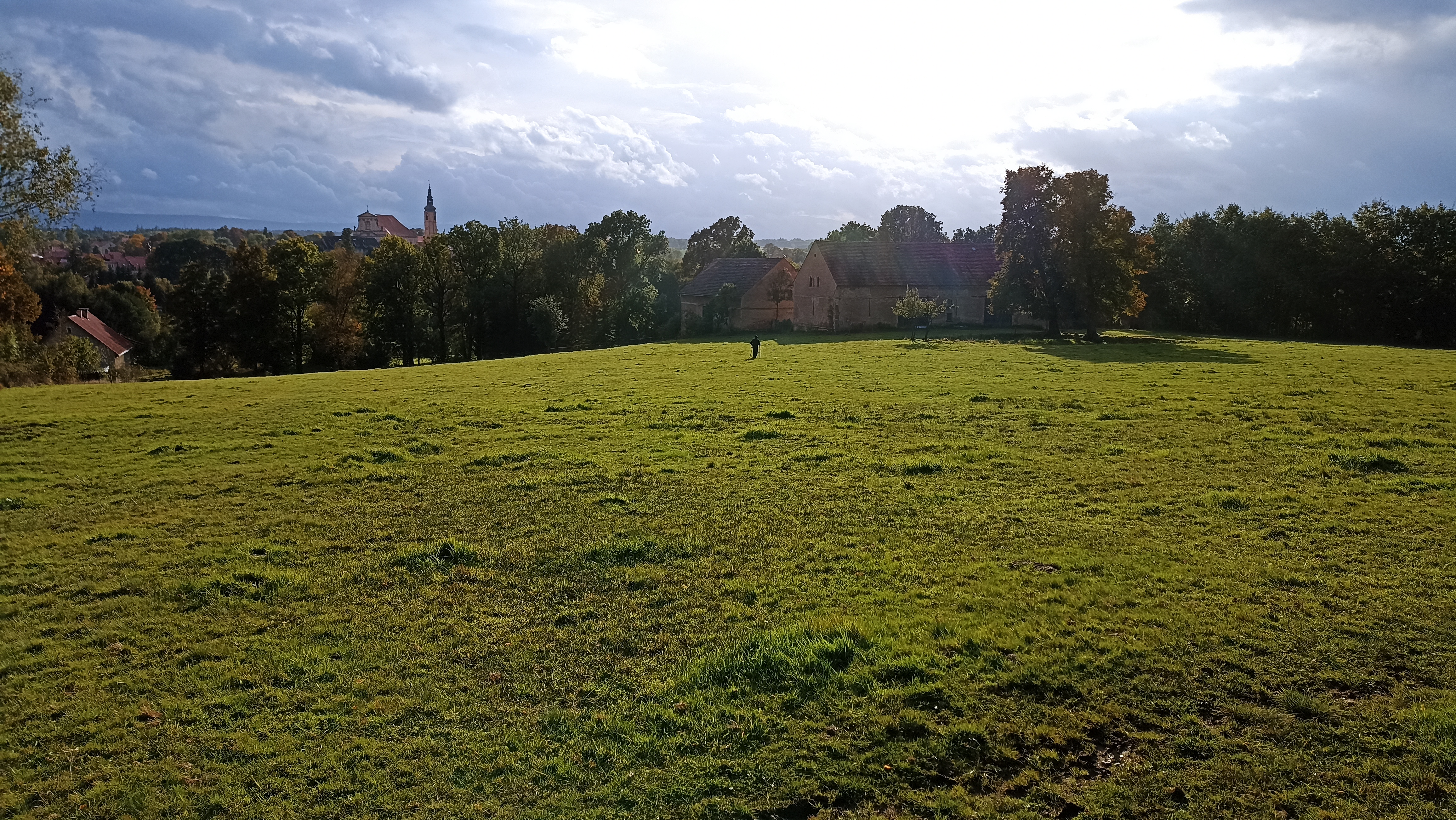
Milęcice i okolica

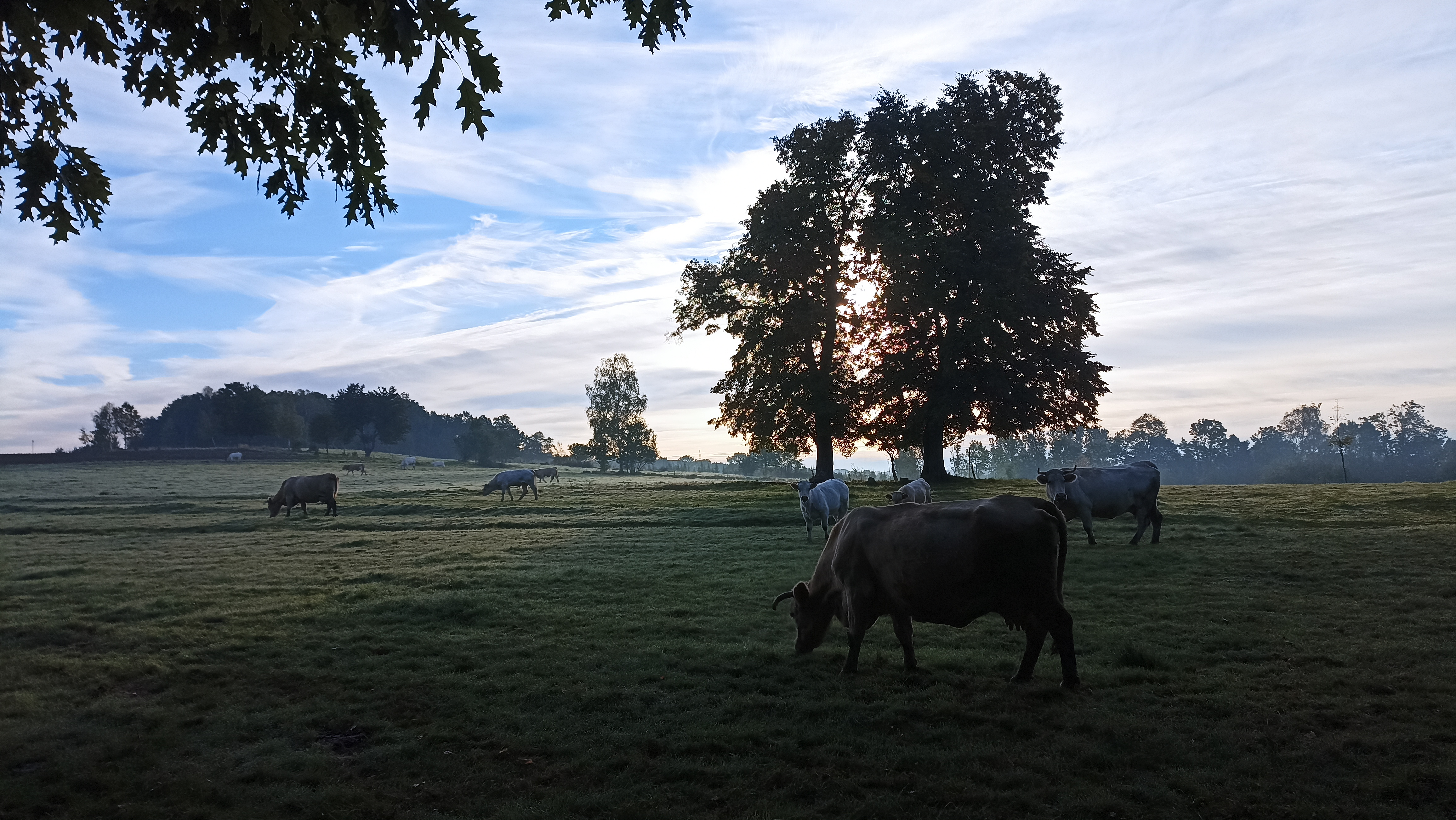
Milęcice i okolica